# Garibaldi (Oregon)
Garibaldi é uma cidade localizada no estado norte-americano de Oregon, no Condado de Tillamook.

## Demografia
Segundo o censo norte-americano de 2000, a sua população era de 899 habitantes.
Em 2006, foi estimada uma população de 917, um aumento de 18 (2.0%).

## Geografia
De acordo com o United States Census Bureau tem uma área de
3,4 km², dos quais 2,5 km² cobertos por terra e 0,9 km² cobertos por água. Garibaldi localiza-se a aproximadamente 11 m acima do nível do mar.

## Localidades na vizinhança
O diagrama seguinte representa as localidades num raio de 16 km ao redor de Garibaldi.